# Nescit vox missa reverti

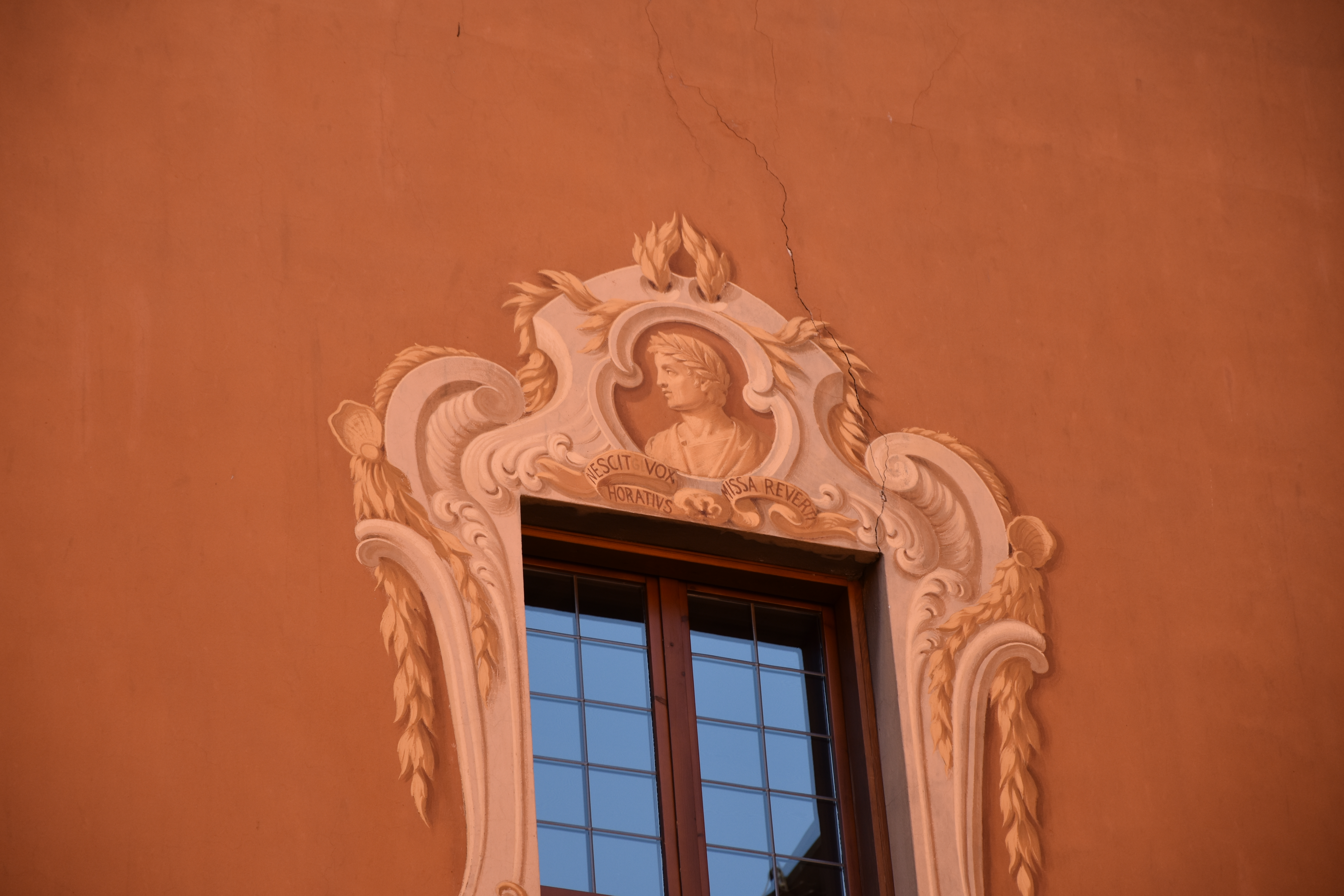
Ritratto di Orazio con la locuzione in un cortile del Collegio Gallio di Como

Nescit vox missa reverti è una locuzione latina di Orazio (Ars poetica, v. 390), traducibile in italiano come «La parola detta non sa tornare indietro». È citata quando si vorrebbero ritirare le parole sfuggite in un momento d'irriflessione, ma il pentimento tardivo è inutile.
Il senso del verso oraziano è documentato in alcuni luoghi della letteratura italiana:
(Brunetto Latini, Il Tesoretto, canto XVI, vv. 1606-1608)
(Pietro Metastasio, Ipermestra, Atto II, scena I)